# 콜레산마뇨
콜레산마뇨(이탈리아어: Colle San Magno)는 이탈리아 라치오주 프로시노네도에 위치한 코무네다. 로마로부터 남동쪽 110km, 프로시노네로부터 남동쪽 30km 거리에 있다. 도시 이름은 아나니의 마그누스에서 전래됐다. 이곳은 11세기에 생겼고 후에 다발로(D'Avalo)에게 통치를 받았고 16세기에는 본콤파니의 지배를 받았다. 1796년에 나폴리 왕국에 편입되었다.